# Villa Parisi
Villa Taverna Parisi-Borghese è una delle dodici Ville Tuscolane.

## Storia
La villa fu costruita nella sua prima parte centrale, tra il 1604 e il 1605, da mons. Ferdinando Taverna, milanese, governatore e magistrato di Roma sotto il pontefice Papa Clemente VIII. Divenuto cardinale il Taverna vendette la villa nel 1614 al cardinale Scipione Borghese nipote del Papa Paolo V. La "Villa Taverna" confina con Villa Mondragone e Villa Vecchia. Il cardinale Borghese affidò all'architetto Girolamo Rainaldi la ristrutturazione della villa, cui vengono aggiunti due parti laterali e il ninfeo nonché il portale delle armi. Nel 1729 nuovi lavori sono incominciati da Camillo Borghese con decorazioni interne e arcate sulla facciata. In seguito Marcantonio Borghese aggiunge nuove decorazioni pittoriche. Nel 1896 la Villa fu venduta a Saverio Parisi, la cui famiglia ne è ancora proprietaria.
Per molti anni abitò in questa villa Paolina Bonaparte, moglie del principe Camillo Filippo Ludovico Borghese.

## Arte
Sulle pareti del salone centrale e della loggia, vi sono le opere a tempera su muro dei fratelli Valeriani realizzate nel 1735/1736, mentre nella Galleria delle Statue, nella Stanza dell'Eremitorio e nella Galleria con Pergolato si trovano affreschi di Ignazio Heldmann il Bavarese e nella Stanza delle Colonne alcune decorazioni di Taddeo Kuntze.

## Cinema
Nel 1966 vi fu girato in gran parte il film La lama nel corpo.
Nel 2019 il regista Dean Craig ha girato il film Un amore e mille matrimoni, una commedia romantica con Sam Claflin, Olivia Munn ed Eleanor Tomlinson.